# Clypeodytes hemani
Clypeodytes hemani is een keversoort uit de familie waterroofkevers (Dytiscidae). De wetenschappelijke naam van de soort is voor het eerst geldig gepubliceerd in 1968 door Vazirani.